# Ascoporia
Ascoporia är ett släkte av svampar. Ascoporia ingår i familjen Ascoporiaceae, klassen Dothideomycetes, divisionen sporsäcksvampar och riket svampar.
| Ascoporia | \| \| Ascoporia lateritia \| \| \| \| |
|           | \| \| Ascoporia lateritia \| \| \| \| |
|           | Ascoporia lateritia                   |
|           |                                       |

|  | Ascoporia lateritia |
|  |                     |